# Harry von Noé
Harry von Noé, též Hermann Noé–Nordberg (4. ledna 1907 Klagenfurt – 10. července 1998 Vídeň) byl rakouský pianista, člen Orchestru Jaroslava Ježka.

## Život
Narodil se 4. ledna 1907 v Klagenfurtu jako Hermann Noé Edler von Nordberg. Po pádu Rakouska-Uherska a zákazu šlechtických titulů vystupoval v Československu pod jménem Hermann Noé-Nordberg, ale i Harry von Noé.
Předkové rodiny pocházeli z Čech. Hermann, který mluvil plynně česky, se odstěhoval do Čech, kde podle svých vlastních slov našel druhou vlast. Rakouské občanství si přesto ponechal. Chtěl původně studovat na Českém vysokém učení technickém, finanční situace to ale nedovolila, jeho otec brzy zemřel a jeho matka se živila obchodem s klobouky. Rozhodl se tedy pro studium na Německé hudební akademii v Praze (Deutsche Akademie für Musik und darstellende Kunst) a financoval svá studia vedlejším zaměstnáním jako pianista. Na akademii studoval dirigentskou školu u Alexandra von Zemlinského, klavír u Franze Langera a ukončil studium pravděpodobně v roce 1929.
Hermann Noé-Nordberg byl téměř 10 let pianistou Ježkova orchestru Osvobozeného divadla a Ježkovým oblíbencem, ačkoliv zde působili i jiní (Ervín Schulhoff, Jan Erml, Sláva Eman Nováček). Pravděpodobně přišel k orchestru v roce 1930, neboť v prosinci toho roku se natáčely první nahrávky na gramodesky a zde hrál Harry Ježkův slavný „Bugatti step“, je uveden jako sólista. Harry se podílel na téměř všech nahrávkách, protože klavír byl Ježkův oblíbený nástroj. Ve filmu Pudr a benzín je Harry vidět u klavíru, když hraje pár taktů smuteční hudby po neúspěchu V+W při zkoušce s lanem, těsně předtím než začnou zpívat píseň „Ezop a brabenec“.
Harryho silnou stránkou byla jeho schopnost zahrát z listu i ty nejtěžší party a také splnit Ježkovy představy o interpretaci. Hrál nejen „“Bugatti step“, ale také „Svítá“, „Svět na ruby“, „Rubbish heap blues“, „Ozvěny z hudební síně“ a „Vyznání lásky“.
Jako Rakušan musel Harry po anšlusu v roce 1938 narukovat, byl však brzy pro nemoc či vojenskou neschopnost propuštěn do zálohy. 9. listopadu 1940 se v Praze, kde byl zaměstnán na Německé hudební akademii, oženil s Moravankou Augustinou Groplovou. V roce 1942 se jim narodil syn Werner, v roce 1945 očekávala rodina další přírůstek. Na podzim toho roku museli ale opustit republiku (odsun), odjeli jako spousta jiných v dobytčím vagónu do Vídně, kde se krátce na to narodil druhý syn Kurt. Po válce byl Hermann Noé-Nordberg ve Vídni činný jako pianista a dirigent, především ale jako profesor na tamní hudební akademii, od roku 1963 jako mimořádný profesor. Věnoval se hlavně korepetici, od roku 1950 hudebnímu řízení operního a dramatického vyučování. Pod jeho vedením byly nastudovány četné fragmenty jakož i operní představení na vysoké škole. Mimoto byl korektorem pro Universal Edition a spolupracoval na novém vydání oper Leoše Janáčka a úplném vydání děl Josefa Haydna. V roce 1968 obdržel rakouský čestný kříž za vědu a umění, 1977 zlatý čestný odznak za zásluhy o Rakouskou republiku.
Po dovršení 70 let přestal vyučovat na vysoké škole, prodal klavír, rozdal notový materiál a nechtěl o hudbě slyšet. Zemřel ve Vídni 10. července 1998 jako poslední člen Ježkova orchestru ve věku 91 let. Jeho žena z Moravy jej následovala v roce 2006, třináct dní před svými stými narozeninami.

## Vzpomínky Voskovce a Wericha
Jiří Voskovec se o Noé-Nordbergovi dvakrát zmínil v dopise Janu Werichovi (viz jejich knižně vydaná Korespondence I a II): nejprve zřejmě za války v Americe začal psát jakýsi román, jehož hlavní postava se jmenuje Noé-Norberg. Jinde vzpomínal Voskovec, že prý spolu s Werichem vypálili (myslí tím vyhodili, dali výpověď) pianistu Noeho; Werich na narážku neodpověděl. Podle původní verze Holzknechtovy knihy o Ježkovi však v orchestru zůstal až do poslední hry Osvobozeného divadla Pěst na oko, která se hrála v roce 1938.